# Simon Barere
Simon Barere (Russisch: Симон Барер, Simon Barer) (Odessa, 1 september 1896 – New York, 2 april 1951) was een Russische pianist.

## Jeugd en opleiding
Barer werd geboren als elfde in een gezin van dertien kinderen in Odessa. Hij studeerde piano aan het Conservatorium van Sint-Petersburg bij Annette Essipova en later bij Felix Blumenfeld. Nadat hij zijn conservatoriumdiploma behaald had, ging hij optreden als uitvoerend pianist in veel plaatsen in Rusland. Ook werd hij leraar aan het Conservatorium van Kiev. Hij emigreerde naar Duitsland en ging wonen en werken in Berlijn. Daarna ging hij een tijd naar Zweden en uiteindelijk vond hij zijn woonplaats in de Verenigde Staten.

## Speelstijl
Barere, die zijn naam vanwege uitspraakproblemen in het buitenland wijzigde in later jaren tot Barer, stond bekend om zijn snelheid van spelen en virtuositeit en brille in uitvoering. Zijn uitvoering van de Oriëntaalse Fantasie van Mili Balakirev stond bekend om zijn virtuoze uitvoering. Volgens de bekende muziekcriticus en recensent Harold C. Schonberg bezat Barere echter meer dan een technisch hoogstaand vermogen. Hij schreef in zijn boek The Great Pianists from Mozart to the Present, (Second Edition, Simon & Schuster) in 1987 dat de pianist een kleurrijke toonvoering had en ook bijzonder muzikaal kon zijn in zijn uitvoeringen.

## Recital en opnamen
Barere speelde jaarlijks recitals in de Carnegie Hall in New York voor een publiek dat bestond uit vele van de meest vooraanstaande pianisten ter wereld. Deze uitvoeringen werden door de zoon van de pianist, Boris, opgenomen op de plaat. Zijn meest beroemde recital was zijn uitvoering van de Piano Sonate in B majeur van Franz Liszt die live werd opgenomen in 1947 en uitgegeven bij Remington Records in 1950. Andere vermeldenswaardige uitvoeringen zijn de live opname van zijn uitvoering van de Spaanse Rhapsodie van Liszt en de etude voor de linkerhand van Blumenfeld.

## Overlijden
Barere overleed op het concertpodium aan de gevolgen van een acute hersenbloeding gedurende zijn uitvoering als solist van het Pianoconcert van Edvard Grieg in Carnegie Hall onder leiding van dirigent Eugene Ormandy en diens Philadelphia Orchestra.